# Caenacantha obesa
Caenacantha obesa är en tvåvingeart som beskrevs av Walker 1860. Caenacantha obesa ingår i släktet Caenacantha och familjen vapenflugor. Inga underarter finns listade i Catalogue of Life.